# Bergvärme
Bergvärme är ett tekniskt system för uppvärmning av byggnader. Lågvärdig energi, i form av kall vätska, hämtas från grundvattnet i berggrunden. En bergvärmepump höjer temperaturen till en nivå lämplig för byggnadens vattenburna uppvärmningsystem. För detta utför bergvärmepumpen ett mekaniskt arbete vars energi även tillförs byggnaden.   
En vanlig anläggning för uppvärmning av enfamiljshus består av ett, eller flera, 90–200 meter djupa hål som borras ner i berget. Ur berggrunden utvinner man sedan energi genom att en nedkyld vätska som passerar berget genom en ledning värms av grundvattnet i berget. Detta medför också då en viss nedkylning av detta grundvatten.  Kollektorvätskan, som kallas köldbärare, cirkulerar genom berget och leds sedan till en förångare där köldbärarens temperatur kan vara väldigt låg, till och med under nollgradigt. I förångaren värmer vätskan upp köldmediet som finns i det slutna systemet i värmepumpen, man använder ett medium som har väldigt låg kokpunkt. Köldmediet förångas och förs vidare till en kompressor där gasen komprimeras, vilket gör den ännu varmare. Den heta gasen går vidare till värmepumpens kondensor där den avger sin värme till vattnet som cirkulerar i husets värmesystem. När köldmediet har avgett sin värme svalnar den och blir genom kondensation flytande igen. Köldbäraren kyls ned av det avsvalnade köldmediet och förs därefter ner i berget för att återigen bli uppvärmt.

## Bakgrund
Bergvärme utnyttjar så kallad geoenergi. På de relativt ringa djup som används vid nyttjandet av bergvärme håller berggrunden samma temperatur som grundvattnet. Grundvattnet har i sin tur ursprungligen värmts upp av solen i den allra översta delen av jordskorpan, vid markytan och i de översta delarna av jordlager och berg när samma vatten befann sig vid jordytan. Vatten i närliggande hav och större sjöar som värmts upp av solen bidrar också till grundvattnets temperatur.
Grundvattnet i Sverige håller en relativt konstant temperatur över året på 6–8 grader. Denna relativt stabila temperatur, oberoende av årstid, och tillgången till den stora volymen grundvatten som finns i berggrundens sprickzoner gör att bergvärmeutvinning i princip fungerar året runt.
I motsats till mångas uppfattning nyttjar inte traditionell bergvärme så kallad geotermisk energi, d.v.s. värme från jordens inre. I ett fåtal länder, där jordskorpan är tillräckligt tunn, används emellertid geotermisk energi för reguljär utvinning; Island, El Salvador och Kenya är exempel på länder vars elproduktion delvis härrör från geotermisk energi.

## Utförande

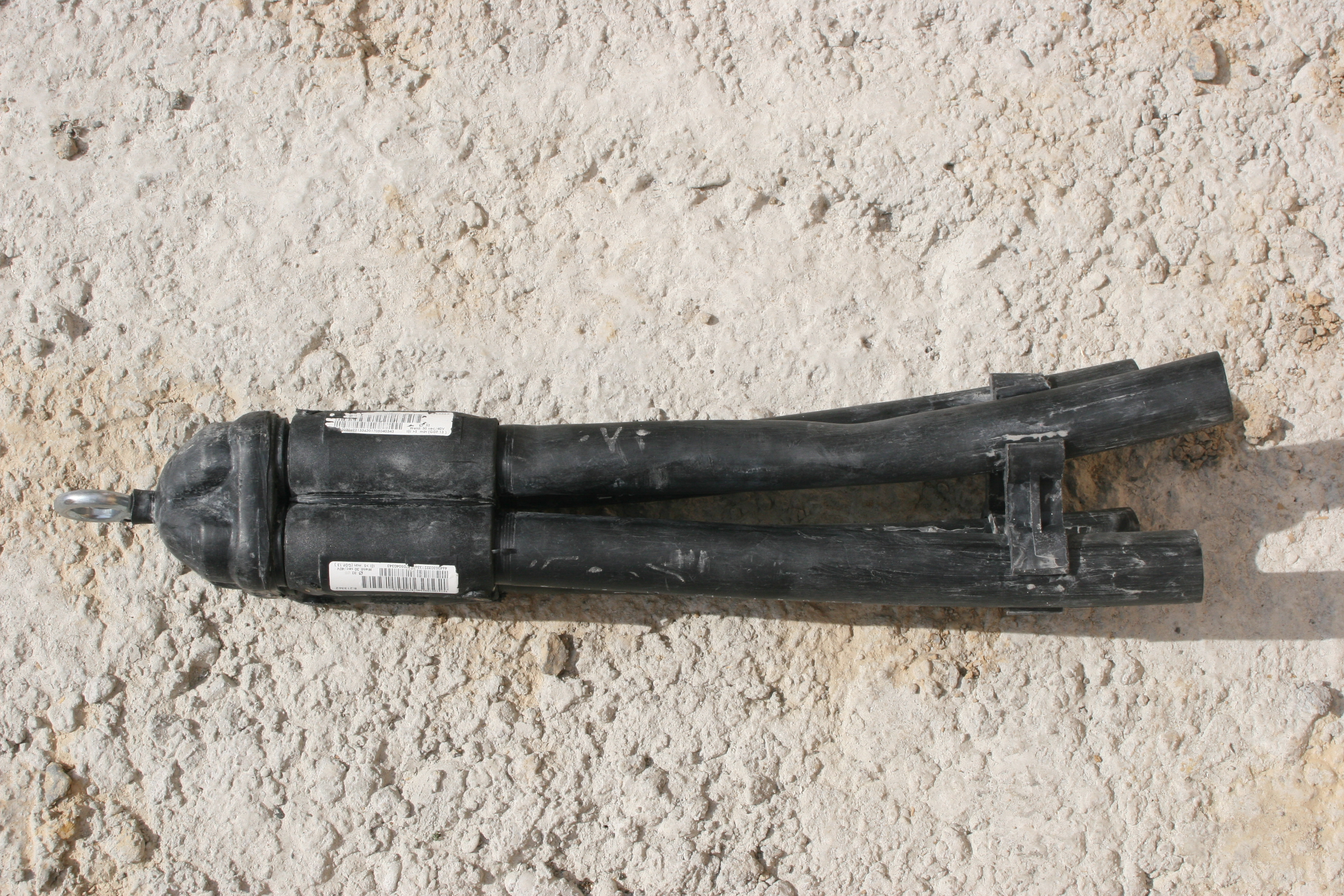

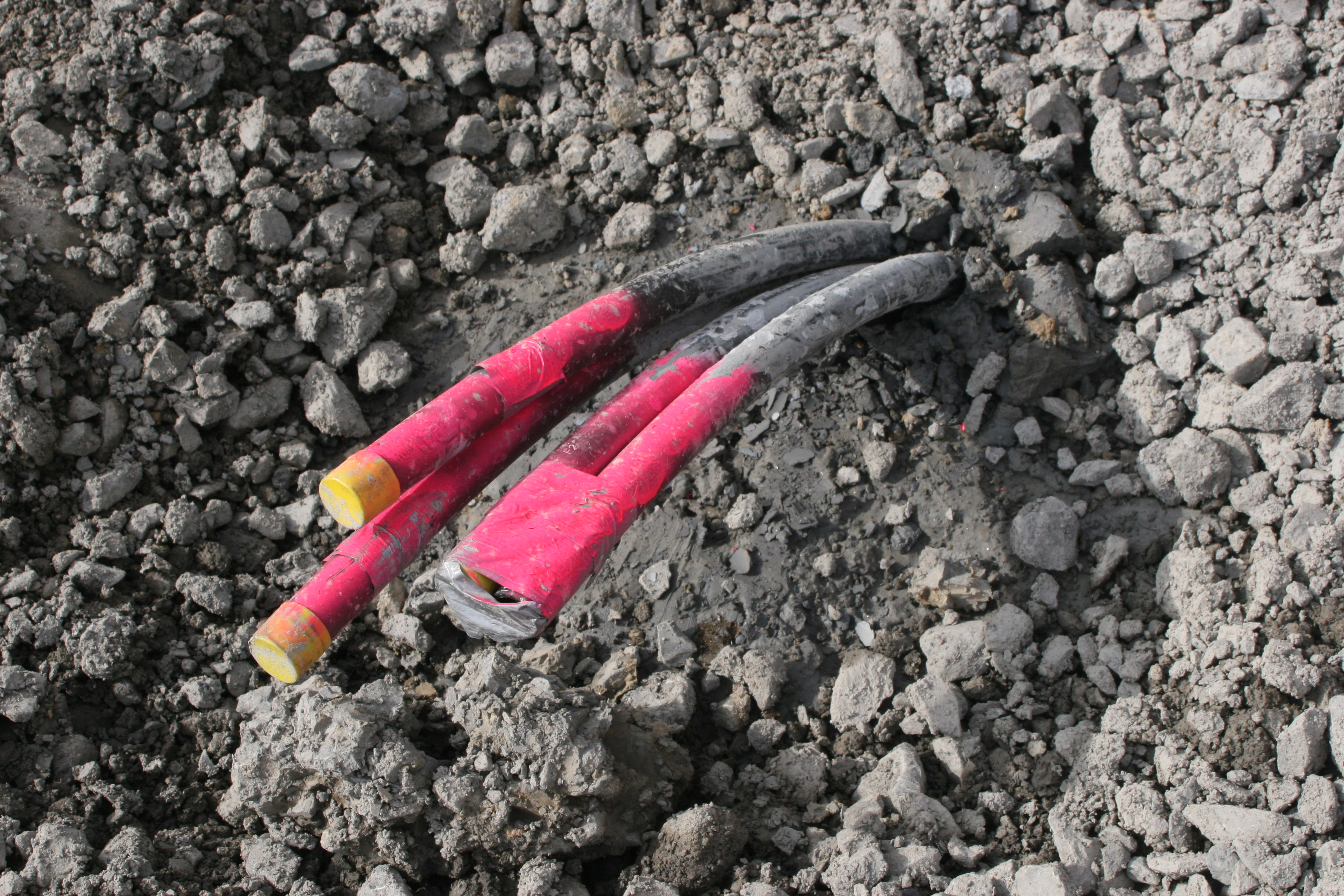

Vid bergvärme i dagligt tal handlar det om att utvinna energin ur grundvattnet genom att borra hål i berggrunden i området 50–200 m beroende på hur grundvattnet fördelar sig i området och utefter en så lång sträcka som möjligt i borrhålet som är omsluten av grundvatten och ta ut värmeenergi ur vattnet genom att sänka temperaturen på vattnet i borrhålet via värmepumpar placerade i marknivå.
Temperaturen på grundvattnet sänks i medeltal med 3-4 grader. Under förutsättning att vattenomsättningen i borrhålet är god, kan relativt stora energimängder utvinnas ur enbart ett enda borrhål. Energin är en produkt av temperatursänkningen på vattnet och volymströmmen vatten som tas in i värmepumpens värmeväxlare.
En viktig förutsättning för en effektiv bergvärmekälla är att den vattenförande delen av borrhålet är lång och att vattenomsättningen i borrhålen är mycket god. Annars finns risk för snabb isbildning och så kallad permafrost i borrhålet som inte ges en chans att tina upp under den varma delen av året.
Resultatet i detta fall leder på sikt till att den isklump som normalt alltid bildas runt borrhålet den kalla delen av året, ökar i volym för varje år. Till slut reduceras vattengenomströmningen runt borrhålet och möjlig uttagen värmeenergi minskar dramatiskt för att till slut helt upphöra. Under vinterhalvåret blir det i ett bergvärmehål normalt en viss isbildning i den nedre delen av borrhålet men isen tinar upp under den varma delen av året. I detta fall har isbildningen ingen betydelse eftersom energin som utvinns styrs av temperaturskillnaden. En temperatursänkning mellan -1 grader och -4 grader ger samma energi som mellan +8 grader och + 5 grader, det vill säga 3 graders temperaturdifferens.
Isbildningen på vintern ger också en viss positiv effekt genom att den energiupptagande ytan mot grundvattnet i området runt borrhålet ökar om isbildningen inte är alltför omfattande så att den blockerar den genomsnittliga vattengenomströmningen i området där borrhålet är placerat.
Beroende på hur grundvattnet är fördelat i aktuell berggrund kan det vara mycket effektivt att borra snett neråt, så kallat gradhål, för att därigenom skapa ett borrhål som har ett längre aktivt håldjup = längre sträcka av borrhålet som är i kontakt med grundvattnet.
Som ett riktvärde med bergvärme kan man minska energibehovet av annan energi för uppvärmningsändamål och tappvarmvatten med maximalt cirka 50 %, inräknat den el-energi som åtgår för att driva el-motorerna till värmepumparna och nödvändiga el-motorer för cirkulationspumpar för den värmebärande vätskan i behållaren.

## Riktvärde på möjlig uttagen energi för ett bergvärmehål
Som riktvärde för ett bergvärmehål med 140 mm (5,5 tum) diameter går det att ta ut maximalt cirka 140 kWh per meter vattenförande borrhål och år. Räknat i effekt (W) handlar det om ett maximalt effektuttag kortvarigt på cirka 50 W per meter vattenförande borrhål, det vill säga inte mycket mer än en 50 W glödlampa.
Genom borrhålets vattenförande längd och tiden kan man dock utvinna ansenliga mängder värmeenergi under ett år. Grundvattnet i Sverige ligger i snitt på ett djup av 10 m under marknivå och neråt. Med ett borrhål på 200 m kan man därför räkna med att det aktiva borrhålsdjupet uppgår till cirka 190 m. Möjlig uttagen energi i form av värmeenergi per år för ett borrhål med 140 mm diameter blir då:
- Borrhålsdiameter = 140 mm (5,5")
- Maximal uttagen energi per meter hål och år = 140 kWh
- Borrhålsdjup 200 m. Effektivt vattenförande håldjup = 190 m
- Möjlig uttagen värmeenergi = 190 m x 140 kWh = 26 600 kWh.

Med 2 borrhål på 200 m kan man därför ta ut 53 200 kWh i form av värmeenergi och så vidare. Om man projekterar anläggningen för fler än ett borrhål måste dock avståndet mellan parallella borrhål uppgå till minst 20 m för att inte få för stor genomsnittlig temperatursänkning på grundvattnet i området och avståndet till nästa fastighetstomt ska enligt nuvarande lag uppgå till minst 10 m. Anläggningar där det krävs många bergvärmehål för att få bra bidrag till energiförsörjning kräver därför relativt stora markytor genom avståndskravet på minst 20 m mellan borrhålen. Den el-energi som erfordras för att driva värmepumparna uppgår till cirka 25 % av den energi man får ut i form av värmeenergi vilket reducerar den effektiva energiutvinningen. 1 del inmatad energi i värmepumpens el-motor ger 4 delar utvunnen energi ur grundvattnet.
Fördelar med bergvärme vid mindre anläggningar mot andra energikällor är hög driftssäkerhet, stabil tillgång på energi oberoende av årstid och väderleksförhållanden och att den inte kräver alltför stora investeringskostnader. Investeringskostnaden för en bergvärmeanläggning för ett enskilt hushåll, exempelvis en villa börjar generera ett positivt ekonomiskt bidrag redan efter cirka 4-5 år jämfört med motsvarande kostnader för uppvärmning med olja eller el. Jämfört med energikostnaden för hetvatten från ett större fjärrvärmeverk betalar sig investeringen på cirka 8-10 år. Allt räknat i energikostnader som gällde innan Rysslands invasion av Ukraina.
En annan stor fördel med bergvärme är att det än så länge inte finns några avgifter på energiuttaget. Detta kan dock bli aktuellt i tättbebyggda områden vid stora energiuttag där den genomsnittliga grundvattentemperaturen börjar sjunka inom större områden, vilket i sin tur kan få negativa miljöeffekter. Ett alternativ till bergvärme är utvinning av värmen i havsvattnet som i praktiken innehåller oändliga energimängder där vattentemperaturen också håller en betydligt högre temperatur än grundvattnet. Detta utnyttjas i dagsläget i större anläggningar i kombination med andra utvinningsmetoder men har inte ökat i någon nämnvärd grad under de senaste åren genom att anläggningar för utvinning av havsvattenvärme i större skala med dagens teknik kräver stora investeringskostnader och som vid stora energiuttag kan ge negativa miljöeffekter i det lokala vattenområdet.

## Tekniskt utförande
En speciell vätska som är flytande även vid minusgrader (brinevätska) cirkulerar via böjliga slangar med god värmeledningsförmåga i ett helt slutet system i borrhålet omsluten av grundvattnet. Borrhålens djup varierar men ligger i medeltal på 90–100 m. Beroende på var grundvattnet befinner sig kan det erfordras större håldjup. Men av borrtekniska skäl borrar man sällan djupare än 200 m. Ett borrhål på 200 m kan å andra sidan vara ekonomiskt mer fördelaktigt än att borra två borrhål på 100 m.
Det finns även öppna system där vattnet i borrhålet pumpas direkt in i värmepumpens värmeväxlare alt. via en till värmepumpen ansluten extern värmeväxlare. Fördelen med det öppna systemet är att man kan nå en bättre verkningsgrad om enbart en värmeväxlare används på grund av den högre temperaturen på det ur borrhålet uppumpade vattnet samt att man även kan ha ett högre energiuttag ur ett borrhål förutsatt att det har en god vattentillgång. Nackdelen med det öppna systemet är att det uppumpade vattnet måste avyttras på lämpligt ställe samt att vattenkvaliteten måste vara god för att undvika igensättning av värmeväxlaren.
Det öppna systemet kallas även grundvattenvärme.
Möjlig utvunnen energi ur ett slutet system är direkt proportionell mot längden på den vattenförande delen av borrhålet. Borrhålets djup i sig har därför ingen betydelse för energiutvinningen. För ett öppet system är det vattentillgången som styr möjlig utvunnen energi. I ett slutet system pumpas vätskan ner i slangen i borrhålet som är omsluten av grundvatten och värms upp 3–4 grader vid passagen i borrhålet. Den uppvärmda vätskan trycks upp och passerar en värmeväxlare i en värmepump, där ett annat slutet system överför värmeenergin till det slutliga varmvatten som skall användas för exempelvis uppvärmning av luften i bostäder eller som varmt tappvatten. Den slutliga önskade temperaturen på c:a +50 grader erhålls inte direkt i ett enda steg utan byggs upp successivt genom att vattnet lagras i ackumulatortankar och återcirkuleras till värmeväxlaren där vattnet tillförs mer energi o.s.v. för att slutligen nå upp till önskad temperatur.